# Флор де ла Мар
„Флор де ла Мар“ или „Флор ду Мар“ (на португалски: Flor de la Mar, Flor do Mar – „Цвете на морето“) е португалски ветроходен кораб от ХVІ век.
Представлява нау (карака) с водоизместимост 400 тона от началото на 16 век. В продължение на 9 години взима активно участие в ключови исторически събития в Индийския океан. На нея плава Афонсу де Албукерке.
През ноември 1511 г., след завладяването на полуостров Малака, натоварен със съкровища, предназначени за португалския крал, корабът потъва при корабокрушение край бреговете на остров Суматра.
Реплика на кораба е изложена в Музея за морска история в град Малака, Малайзия.